# CSD Comunicaciones
A CSD Comunicaciones egy guatemalai labdarúgóklub, melynek székhelye Guatemalavárosban található. A klubot 1949-ben alapították és az első osztályban szerepel.
A guatemalai bajnokságot 30 alkalommal nyerte meg, ezzel az egyik legeredményesebb klub az országban. A rivális Municipalnak 29 bajnoki címe van. Egyszeres CONCACAF-bajnokok kupája győztes.
Hazai mérkőzéseit az Cementos Progreso stadionban játssza. A stadion 17 022 fő befogadására alkalmas. A klub hivatalos színe a fehér.
A Comunicaciones az egyetlen guatemalai csapat amely játszott többek között a Francisco Gentóval, Puskás Ferenccel, Alfredo Di Stéfanóval feláló Real Madrid, a Pelé fémjelezte Santos és a Diego Maradona által képviselt Boca Juniors ellen.

## Sikerlista
- Guatemalai bajnok (30): 1956, 1957–58, 1959–60, 1968–69, 1970–71, 1971, 1972, 1977, 1979–80, 1981, 1982, 1985–86, 1990–91, 1994–95, 1996–97, 1997–98, 1998–99, 1999 Apertura, 2001 Clausura, 2002 Apertura, 2003 Clausura, 2008 Apertura, 2010 Apertura, 2011 Clausura, 2012 Apertura, 2013 Clausura, 2013 Apertura, 2014 Clausura, 2014 Apertura
- Ezüstérmes (22): 1950–51, 1952–53, 1954–55, 1961–62, 1965–66, 1975, 1976, 1978, 1983, 1991–92, 1992–93, 1995–96, 2000 Clausura, 2000 Apertura, 2002 Clausura, 2003 Apertura, 2004 Apertura, 2005 Apertura, 2006 Apertura, 2008 Clausura, 2009 Apertura, 2011 Apertura, 2012 Apertura, 2013 Clausura, 2013 Apertura, 2014 Clausura, 2014 Apertura, 2015 Clausura
- CONCACAF-bajnokok ligája győztes (1): 1978
- UNCAF-klubcsapatok kupája győztes (2):1971, 1983
- Kupagyőztesek CONCACAF-kupája második helyezett: 1991